# Daze-opstand
De Daze-opstand of de Opstand van Chen Sheng en Wu Guang was een opstand die van 209 tot 208 v.Chr. in China plaatsvond ten tijde van de Qin-dynastie.
De opstand begon in 209 v.Chr. toen de boeren Chen Sheng en Wu Guang samen met 900 andere dienstplichtige boeren vanuit de gemeente Daze (in de huidige provincie Henan) naar Yuyang (in het huidige Beijing) moesten marcheren. Zij waren vergeten te melden dat hierbij vertraging was opgetreden door heftige regenval. Aangezien op schending van deze meldingsplicht volgens de toen geldende strenge regels al de doodstraf stond, besloten zij in opstand te komen in plaats van een zekere dood tegemoet te gaan. Dit was de eerste grote boerenopstand in de geschiedenis van China, die mede rechtvaardiging vond in het visie van Chen Sheng dat niemand bij geboorte vanwege het lidmaatschap van de adelstand aanspraak zou kunnen maken op hoogwaardige posities en daarmee het recht zou hebben de boerenbevolking te onderdrukken. 
De opstandelingen veroverden verschillende gemeentes in de huidige provincies Anhui  en Henan. Toen zij waren gegroeid tot 600-700 strijdwagens, 1000 ruiters en tienduizenden voetsoldaten, voelde Chen Sheng zich zeker genoeg om een eigen staat Zhang Chu uit te roepen. Dit zette nog meer boeren in het gehele land ertoe aan het juk van zich af te werpen. Chen Sheng vestigde zijn hoofdkwartier in Chenxian (het huidige Huaiyang in de provincie Henan). Voor de aanval besloot hij zijn leger in drieën te verdelen. Wu Guang leidde een aanval naar het strategisch belangrijke Xingyang (in de huidige provincie Henan). Een andere aanval onder Wu Cheng, Zhang Er en Chen Yu leidde over de rivier Huanghe en was gericht op het gebied van de huidige provincie Hebei. Een derde aanval onder Zhou Wen had de keizerlijke hoofdstad Xianyang in het vizier.
De drievoudige aanval liep desastreus voor de opstandelingen af. Zhou Wen werd door de Qin-generaal Zhang Han bij de rivier Xishui (in de huidige provincie Shaanxi) vernietigend verslagen en pleegde zelfmoord. Wu Guang werd vermoord en Zhang Han heroverde Xingyang weer volledig. Nadat Zhang Han vervolgens optrok naar Xingyang werd ook Chen Sheng in 208 v.Chr. vermoord.